# Opalewo
Opalewo (niem. Oppelwitz) –wieś w Polsce położona w województwie lubuskim, w powiecie świebodzińskim, w gminie Szczaniec.
W latach 1975–1998 miejscowość administracyjnie należała do województwa zielonogórskiego.
We wsi urodził się piosenkarz disco polo Paweł „Czadoman” Dudek.

## Zabytki
Zasugerowano, aby wydzielić z tego artykułu fragmenty do artykułu Kościół pw. Wniebowzięcia Najświętszej Maryi Panny w Opalewie.
- kościół neogotycki pw. Wniebowzięcia Najświętszej Maryi Panny, zbudowany z cegły w latach 1871–1872[4]. Pierwsza świątynia, zapewne drewniana, istniała w Opalewie już w średniowieczu, a wzmiankowana była w roku 1426. W 1666 roku wzniesiono kolejny kościół o konstrukcji drewnianej lub szachulcowej. Obok świątyni katolickiej około 1790 roku znajdowały się 2 domy parafialne, a w 35 gospodarstwach mieszkało 179 osób[5]. Obecny kościół jest to jednonawowa budowla, którą założono na planie prostokąta ze schodkowymi szczytami i pięcioboczną apsydą prezbiterialną. Dachem dwuspadowym jest nakryty korpus, wielospadowym apsyda[5]. Kwadratowa wieża z wejściem głównym w przyziemiu ściany szczytowej, zwieńczona stożkowatą iglicą została umieszczona po stronie zachodniej w kalenicy. Kształt ostrołukowy mają otwory wejściowe oraz okna. Stropem imitującym otwartą więźbę dachową przykryte jest wnętrze[5]. Empora muzyczna wsparta na czterech ozdobnych słupach stoi przy ścianie zachodniej. Zabytkowe wyposażenie świątyni reprezentuje kilka elementów, takich jak: ołtarz główny, konfesjonał, prospekt organowy, dekoracyjny świecznik, a także eklektyczna chrzcielnica drewniana z barokową dekoracją w postaci anielskich główek. W jej wnętrzu umieszczono cynową misę na której wygrawerowano datę: „1717”[5].